# Nicolas Caeyers
Nicolas Caeyers (Meise, 31 juli 1992) is een Vlaams theater- en televisieacteur, producent, regisseur en cameraman. Zijn bekendste rollen zijn Bjorn in de VTM-reeks Wittekerke (2004-2008) en Stef in de Ketnet-jeugdserie Galaxy Park (2011-2014).

## Biografie
Nicolas Caeyers is de zoon van cellist Steven Caeyers en neef van musicoloog Jan Caeyers (Beethoven Academie).
In 2003 was hij een van de zes jongens die de hoofdrol speelden in het theaterstuk De kleine prins, gebaseerd op het boek van Antoine de Saint-Exupéry.
Caeyers nam in 2006 deel aan Eurosong for Kids met het liedje Ik wil je nooit meer kwijt, dat geproduceerd werd door dj Regi Penxten. In 2008 werd hij geselecteerd door Ketnet om deel te nemen aan Ketnetpop, waar hij naast eigen optredens ook nog eens de presentatie kreeg toegeschoven.
Hij had enkele bijrollen in onder andere Spoed. Hij regisseerde samen met Laura Deschuyffeleer de korte film Pas Vraiment, die in première ging op 3 oktober 2009. Later maakte hij nog de korte film pk 2010. Hij speelde de gastrol Sander in de Vlaamse televisieserie Familie.
Op 5 december 2010 was hij te zien als het personage Toon Cuypers in de Eén-serie Witse in de aflevering "Onder de toren". Vanaf 28 november 2011 speelde hij Stef (alias Exo-7), een van de hoofdrollen in de Ketnet-jeugdserie met sciencefiction-inslag Galaxy Park van Studio 100.
Caeyers schreef en regisseerde de autobiografische kortfilm Drown 2006, waar hijzelf ook in meespeelt, over het feit dat hij op school genadeloos verbaal gepest werd omdat hij van dans en piano hield in plaats van voetbal, en hoe zijn deelname aan en bekendheid door Eurosong for Kids dit nog verergerde. Hij getuigde er ook live over in de Ketnetstudio tijdens de 'week tegen pesten' in 2012.
Als regisseur maakte hij in 2012 onder meer een in Grimbergen opgenomen videoclip van Tom Dice. Verder is hij freelance-cameraman en muzikant.
In 2020 draaide Caeyers mee als director en editor in de videoclip Vergeet de tijd van Regi & Camille.
Verder was hij actief op TikTok en werd in 2021 genomineerd voor een Jamie voor beste TikTok.

## Veroordeling voor verkrachting van minderjarigen
In oktober 2023 kwam Caeyers voor de rechtbank wegens zedenfeiten op drie minderjarigen in de periode 2014-2016. Vanwege de ontstane controverse verwijderde hij zijn TikTok-account en zette hij zijn Instagram-account op privé. Op 12 oktober 2023 deed een tweede persoon – 15 jaar op het ogenblik van de feiten – aangifte van verkrachting tegen Caeyers. In december 2023 meldde zich nog een derde minderjarige als slachtoffer van zedenfeiten.
De zaak kwam van januari tot begin februari 2024 voor de correctionele rechtbank van Leuven achter gesloten deuren. In het vonnis van 13 februari 2024 werden de feiten bewezen verklaard op jongens die indertijd dertien tot vijftien jaar waren. Caeyers werd veroordeeld tot een gevangenisstraf van een jaar met uitstel voor verkrachting van twee minderjarigen. In zijn voordeel werd rekening gehouden met het aanzienlijke tijdsverloop sinds de feiten, de psychologische behandeling die hij sinds 2018 op eigen initiatief volgde en de gunstige risicotaxatie. Hij kreeg ook een contactverbod met de slachtoffers en verplichte psychosociale begeleiding.

## Televisie
- Wittekerke (2004-2008) - als Bjorn Aneca
- Eurosong for Kids (2006) - als zichzelf
- Spoed (2008) - als Stef
- Ketnetpop (2008-2009) - als De Zwarte Monnik
- Familie (2009-2010) - als Sander
- Witse (2010) - als Toon Cuypers
- Galaxy Park (2011-2014) - als Stef
- Instafamous (2020) - als zichzelf
- Wannabe's (2022)  - als Gino
- Couple Therapy (2022) - verschillende rollen
- Code van Coppens (2022) - als kandidaat samen met Jamie-Lee Six
- The Big Bang (2023) - als kandidaat samen met Jamie-Lee Six